# Matías de los Ríos Gaspar
Matías de los Ríos Gaspar, más conocido como Matías, (nacido el 15 de diciembre de 1979 en Málaga, es un exfutbolista español. Jugaba en la posición de lateral derecho.

## Clubes
| Club              | País              | Año       |
| ----------------- | ----------------- | --------- |
| Málaga B          | Bandera de España | 1998-1999 |
| Real Valladolid B | Bandera de España | 1999-2001 |
| Motril CF         | Bandera de España | 2001-2002 |
| Málaga B          | Bandera de España | 2002-2003 |
| Jerez CF          | Bandera de España | 2003-2004 |
| CD Roquetas       | Bandera de España | 2004-2005 |
| CD Ronda          | Bandera de España | 2004-2005 |
| Sin equipo        |                   | 2005-2006 |
| Comarca de Níjar  | Bandera de España | 2006-2007 |

- Datos: Q6006778